# Đa ngành

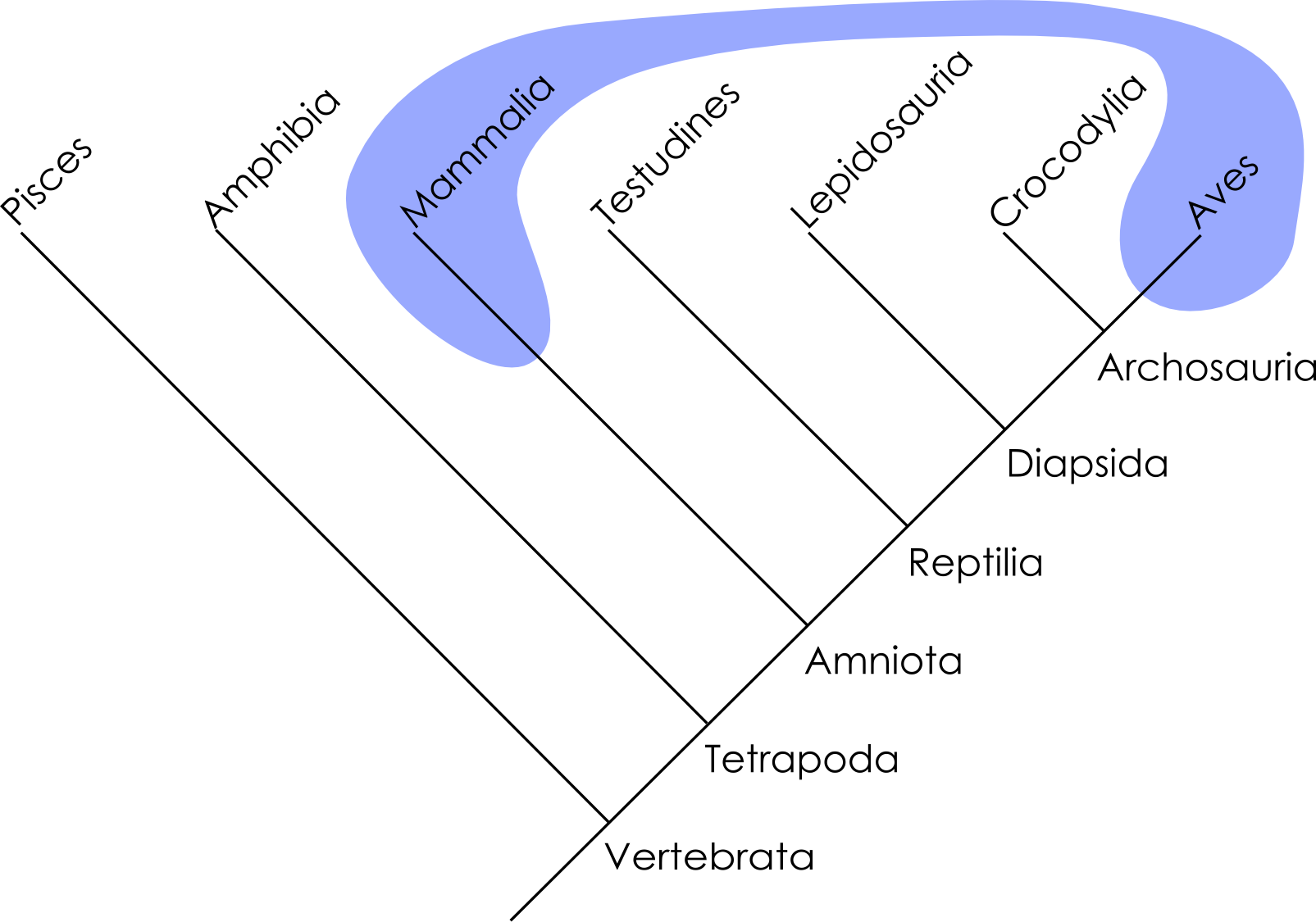
Nhóm "động vật máu nóng" là một ví dụ về khái niệm đa ngành.

Trong phát sinh loài học, một đơn vị phân loại được gọi là đa ngành hay đa phát sinh (polyphyly, gốc từ tiếng Hy Lạp πολύς: nhiều và φυλή: chủng loài, có nghĩa là "của nhiều chủng loài") nếu đặc điểm chung đó của các thành viên trong nhóm đã tiến hóa một cách riêng rẽ trong các vị trí khác nhau trên cây phát sinh loài. Một cách tương đương, một đơn vị phân loại đa ngành là đơn vị phân loại không chứa tổ tiên chung gần nhất của tất cả các thành viên của nhóm đó.
Ví dụ, nhóm động vật máu nóng là đa ngành, do nó chứa cả động vật có vú (Mammalia) và chim (Aves), nhưng tổ tiên chung gần nhất của chim và động vật có vú lại là động vật máu lạnh. Các động vật máu không nóng đã tiến hóa một cách riêng rẽ để trở thành các tổ tiên của động vật có vú và các tổ tiên của chim, vì thế nó không thể coi là một cách gộp nhóm khoa học thật sự theo cách hiểu của phát sinh loài học.
Phân loại khoa học nhắm tới mục tiêu chung là gộp nhóm các loài cùng nhau sao cho mỗi nhóm đều là hậu duệ từ một tổ tiên chung duy nhất, đồng thời loại bỏ các nhóm mà người ta thấy chúng là đa ngành. Nó chính là tác nhân kích thích cho các sửa đổi lớn trong các hệ thống phân loại. Một nhóm đa ngành có thể được "chốt lại" hoặc là bằng cách loại bỏ một số nhánh hoặc là bằng cách thêm cả tổ tiên chung vào.
Các quan điểm trong phân loại học khác nhau ở chỗ một nhóm hợp lệ có cần thiết phải chứa tất cả các hậu duệ từ một tổ tiên chung hay không. Các nhóm đạt được điều này gọi là đơn ngành (monophyly), và theo quan điểm của miêu tả theo nhánh thì nó cần phải là mục tiêu của phân loại học để đảm bảo mọi nhóm đều có tính chất này. Tuy nhiên, nhiều nhà phân loại học khác lại cho rằng các nhóm cận ngành (paraphyly) (các nhóm chỉ chứa một phần nào đó các hậu duệ từ một tổ tiên chung mà không phải toàn bộ các hậu duệ) cũng có thể được coi là cách gộp nhóm hợp lệ.